# Gladys Porter Zoo
 (janvier 2017).
Si vous disposez d'ouvrages ou d'articles de référence ou si vous connaissez des sites web de qualité traitant du thème abordé ici, merci de compléter l'article en donnant les références utiles à sa vérifiabilité et en les liant à la section « Notes et références ».
Pour les articles homonymes, voir GPZ.
Le Gladys Porter Zoo (GPZ) est un parc zoologique et botanique situé à Brownsville, au Texas, aux États-Unis. Il a été ouvert le 3 septembre 1971 et il y en a en moyenne 375 000 visiteurs par an. Situé sur 31 acres (13 ha), le zoo abrite environ 400 espèces animales (dont 47 espèces en voie de disparition) et plus de 250 espèces et sous-espèces tropicales et néo-tropicales. C'est le premier zoo à avoir réussi à élever le Céphalophe de Jentink, espèce vulnérable (bien qu'aucun ne soit actuellement en captivité aux États-Unis).
Le zoo est nommé d'après Gladys Porter, la fille de Earl C. Sams, ancien président de J. C. Penney. Porter, un amateur de la faune, qui a aidé à planifier et à peupler le zoo, lequel a été entièrement financé par la Fondation Earl C. Sams. Après son ouverture, le zoo a été donné à la ville de Brownsville.